# Abraham Belaga
Pour les articles homonymes, voir Belaga.
Abraham Belaga, né en 1986, est un acteur français.

## Filmographie

### Cinéma
- 2006 : Comme tout le monde :  le gars du bus
- 2008 : Babylon A.D. : un assistant de la grande prêtresse
- 2008 : Agathe Cléry : le cuistot
- 2009 : Cendres et sang : Pashko
- 2010 : Bus Palladium : Philippe
- 2010 : Robin des Bois : un aide du roi Philippe Auguste
- 2012 : Une vie meilleure de Cédric Kahn : le marchand de sommeil
- 2012 : Une bouteille à la mer de Thierry Binisti : Eytan
- 2014 : De guerre lasse d'Olivier Panchot : Fabrice
- 2017 : Overdrive d'Antonio Negret : Laurent Morier

### Télévision
- 2008 : La mort dans l'île (téléfilm) : Serge Bartoli
- 2009 : À deux c'est plus facile (téléfilm) : Vincent
- 2010 : Mafiosa, le clan (mini-série TV) : Mikaël
- 2011 : Chez Maupassant (série télévisée) : Henri
- 2011 : 1, 2, 3, voleurs de Gilles Mimouni : Denis Gantric
- 2013 : The Borgias (série télévisée) : Vitelezzo Vitelli
- 2014 : Soldat blanc de Erick Zonca : Robert Tual
- 2015 : Le tueur du lac Mini-série de Jérôme Cornuau : Tony
- 2019 : Alexandra Ehle : Xavier Liger
- 2019 : La Stagiaire : Alban Belanski (saison 4, épisode 2)

## Distinctions
- Festival du film de Cabourg - Journées romantiques, journées européennes 2012 (édition no 26) : Prix premiers rendez-vous/Meilleure interprétation dans Une bouteille à la mer de Thierry Binisti[1].